# 산요우오즈미역
산요우오즈미역(일본어: 山陽魚住駅, さんよううおずみえき)은 일본 효고현 아카시시에 있는 산요 전기철도 본선의 역이다. 역 번호는 SY 24이다.

## 역 구조
상대식 승강장 2면 2선의 지상역이다. 역사는 히메지 방면 승강장의 서쪽 끝(히메지 쪽)에 있고, 고베 방면 승강장과는 지하도에서 이어진다. 자동 개찰구를 갖춘 무인역이다.
지하도에는 국립 아카시 공업 고등전문학교의 학생이 그려진 바다를 모티브로 한 벽화가 그려져 있다.

### 승강장
| 역사측 | ■ 본선(하행) | 다카사고・히메지・아보시 방면 |  |
| 반대측 | ■ 본선(상행) | 아카시・산노미야・오사카 방면 |  |

## 역 주변
- 스미요시 신사(스미요시 공원)
- 야쿠시인
- 나카오 친수 공원
- JR 서일본 우오즈미역
- 국도 제250호선 - 북쪽으로 300m를 병행한다.
- 효고 지방 도로 718호 아카시타카사고 선 - 역의 바로 남쪽을 병행하고, 과거의 국도 250호선으로 현재도 "옛 하마 국도"로 통한다.
- 아카시 시립 서부 도서관
- 아카시 시립 서부 시민 회관

## 역사
- 1923년 8월 19일: 고베히메지 전기철도 개통과 동시에 우오즈미역으로 영업 개시. 개통 당초에는 아카시 군 우오즈미 마을이었다.
- 1927년 4월 1일: 우지가와 전기에 의한 합병으로 본 회사의 역이 됨.
- 1933년 6월 6일: 우지가와 전기 철도 부문이 분리되어 산요 전기철도의 역이 됨.
- 1945년 7월 20일: 정지.
- 1947년 11월 15일: 영업 재개.
- 1961년 10월 1일: 산요 본선 우오즈미 역의 개설에 따라 전철 우오즈미 역으로 역명 변경.
- 1970년: 역사 개축.
- 1991년 4월 7일: 산요우오즈미역으로 역명 변경.

## 인접역
| 산요 전기철도 ■ 본선                       | 산요 전기철도 ■ 본선 | 산요 전기철도 ■ 본선               |
| ------------------------------------------ | -------------------- | ---------------------------------- |
| SY 23 니시에이가시마 우메다・니시다이 방면 | ■ 보통               | 히가시후타미 SY 25 산요히메지 방면 |